# Лоюань
Лоюа́нь (кит. упр. 罗源, пиньинь Luóyuán) — уезд городского округа Фучжоу провинции Фуцзянь (КНР).

## История
В эпоху Пяти династий и десяти царств в 933 году был создан уезд Юнчжэнь (永贞县). Во времена империи Сун он был в 1021 году переименован в Юнчан (永昌县), а в 1022 году для него было утверждено название Лоюань.
После образования КНР в 1949 году был создан Специальный район Миньхоу (闽侯专区), и уезд вошёл в его состав. В 1956 году Специальный район Миньхоу был упразднён, и уезд перешёл в состав Специального района Фуань (福安专区). В 1960 году уезд был передан под юрисдикцию властей Фучжоу, а в 1963 году вернулся в состав воссозданного Специального района Миньхоу. В 1970 году уезд был передан в состав Специального района Фуань, который в 1971 году был переименован в Округ Ниндэ (宁德地区).
Постановлением Госсовета КНР от 18 апреля 1983 года уезд был передан под юрисдикцию властей Фучжоу.

## Административное деление
Уезд делится на 6 посёлков, 4 волости и 1 национальную волость.